# シェベル・アルカイン
シェベル・アルカイン・ミチェレナ（Xeber Alkain Mitxelena、1997年6月26日 - ）は、スペイン・バスク州オンダリビア出身のサッカー選手。SDエイバル所属。ポジションはFW。

## クラブ経歴
バスク州のオンダリビアに生まれ、2016年にレアル・ソシエダのCチームへ加入した。2019-20シーズンからBチームで出場機会を掴み始めると、2021-22シーズンはセグンダ・ディビシオンへと昇格したチームにおいてレギュラーを務め、リーグ戦38試合9得点という成績を残した。
2022年6月7日、フリーでデポルティーボ・アラベスへ加入し、3年契約を結んだ。
2024年7月30日、SDエイバルに2年契約で移籍した。

## タイトル
レアル・ソシエダB
- セグンダ・ディビシオンB : 1回 (2020-21)